# Repostero de estrados y mesa
Los reposteros de estrados y mesa eran servidores de la Casa real y se encargaban de preparar y custodiar el mobiliario usado en las comidas del rey o en sus apariciones públicas, y disponían la colocación de la mesa del rey y también los cojines, sillones, alfombras o doseles.

## Historia
Solían ser los reposteros de mesa hidalgos, ataviados y bien dispuestos porque como tenían que servir y hacer su oficio en cuerpo, sin bonete, alcorques ni espada, era bueno que no fueran de fea disposición ni desaliñados. A estos se les daba, de la cámara, la tapicería, alfombras, tapetes y cojines y todo lo que era necesario para entoldar la sala y cualquier otra pieza que se quisiera entoldar y para ataviar los estrados y colgar los doseles donde el príncipe comía excepto los de aquella pieza donde dormía porque aquella y el retrete la tenían que entoldar los reposteros de camas. Los reposteros de estrados tenían que entoldar y aderezar asimismo los tablados y ventanas y miradores desde donde las personas reales miraban los toros o justas o torneos y otras fiestas del ejercicio de los caballeros de cualquier tipo. Pasada la fiesta, tenían que devolver los doseles, paños, tapetes y cojines y todo lo que hubieran cogido de la cámara a entregar al que se lo dio, doblado y como lo recibieron. Estos mismos ponían la silla y la mesa delante de la persona para que comiera y la levantaban después de que hubiera comido y retrayéndose esta y salida de aquella sala, un repostero de estrado volvía la silla hacia la pared y dosel.
Estos reposteros, cuando tenían que hacerse honras fúnebres o componer algún suntuoso mausoleo por memoria o muerte de algunas personas reales y la persona real los quería honrar y mandaba hacerles obsequios en que su persona había de estar presente, tenían que entoldar asimismo y cubrir de paños negros o luctuosos y de sedas negras o brocados y en la forma en que el camarero les ordenara, el mausoleo o monumento y gradas y todo lo que a eso conviniera, en la iglesia, monasterio o parte en que les fuera mandado. Y para ello, se les tenía que dar todo lo que fuese necesario de la cámara, a la cual, en los oficios diurnos lo tenían que devolver los mismos reposteros porque el escribano de cámara tenía hecho cargo al camarero de todo eso y al que tenía las llaves por él en la cámara. Pero los escudos de armas que en dicho mauseolo, tumba, gradas y otras partes se ponían pintados por ornato y memoria de la persona real a que pertenecían las insignias, solían tomarlas los mozos de capilla y los cantores y capellanes e incluso, los mismos reposteros.